# Дарес Фригійський

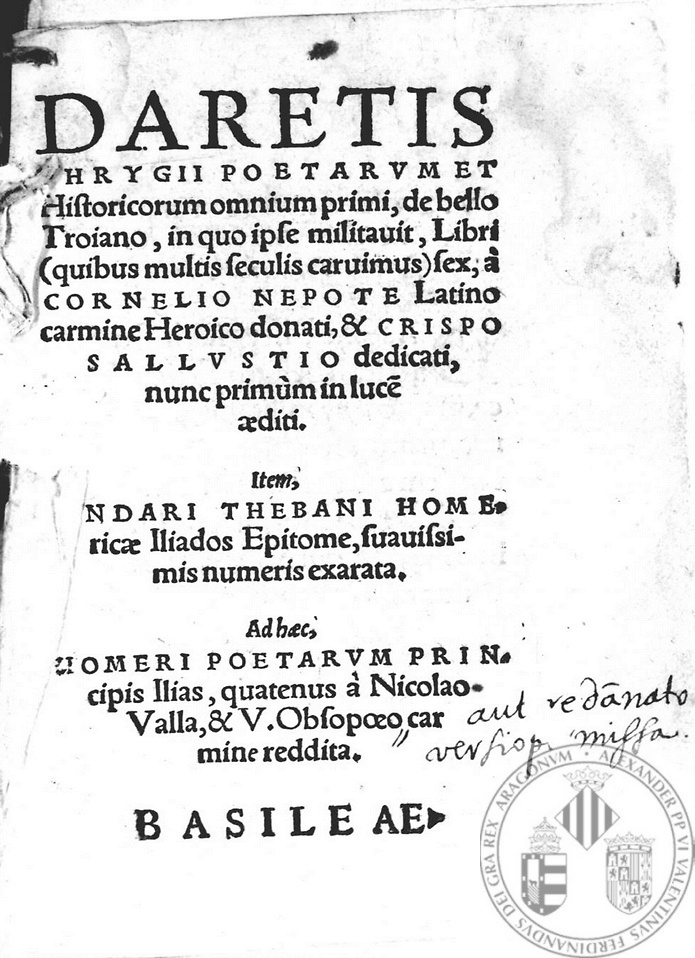
Латинізований твір Дареса Фригійського

Дарес Фригійський — псевдонім або ім'я невідомого автора, який написав альтернативний Гомеровій Іліаді твір про Троянську війну. Дарес, чия справжня ідентичність ще незрозуміла, змінив викладене в Іліаді Гомера у деяких важливих моментах. У цілому дія твору була раціоналізована та дегероїзована, зокрема, гнів Ахіллеса пояснювався його коханням до Поліксени, дочки троянського царя Пріама. Багато вставок містять розповіді маловідомих вояків з обох сторін.
Оригінал не зберігся. Збережена латинська прозаїчна повість «Acta diurna belli Troiani» супроводжується передмовою Корнелія Непота, де той у листі до Гая Саллюстія повідомляє про знахідку грецького тексту та зроблений ним дослівний переклад латинською мовою. Науковці вважають передмову містифікацією, а саму повість складеною в V або VI століттях, причому її автор, ймовірно, не знав грецької. Перший рукописний примірник датують VIII століттям. Цей твір можна розглядати як противагу «Ephemeris belli Troiani» Диктіса Критського. Твори цих двох авторів вплинули на розуміння Троянської війни в середньовіччі та ранньому сучасному періоді. З XII століття вони стали основою «історичного знання» про Троянську війну, бо містили протилежні Гомеру уявлення. На сьогодні в світі збереглося близько 200 середньовічних рукописів «Acta diurna belli Troiani», деякі мають також переклади з латині на інші мови.